# Epepeotes schlegelii
Epepeotes schlegelii là một loài bọ cánh cứng trong họ Cerambycidae.